# Rosine (Kentucky)
Rosine es un lugar designado por el censo ubicado en el condado de Ohio en el estado estadounidense de Kentucky. En el Censo de 2010 tenía una población de 113 habitantes y una densidad poblacional de 90,14 personas por km².

## Geografía
Rosine se encuentra ubicado en las coordenadas 37°27′18″N 86°44′11″O / 37.45500, -86.73639. Según la Oficina del Censo de los Estados Unidos, Rosine tiene una superficie total de 1.25 km², de la cual 1.25 km² corresponden a tierra firme y (0.41%) 0.01 km² es agua.

## Demografía
Según el censo de 2010, había 113 personas residiendo en Rosine. La densidad de población era de 90,14 hab./km². De los 113 habitantes, Rosine estaba compuesto por el 98.23% blancos, el 0% eran afroamericanos, el 0% eran amerindios, el 0% eran asiáticos, el 0% eran isleños del Pacífico, el 0% eran de otras razas y el 1.77% pertenecían a dos o más razas. Del total de la población el 0% eran hispanos o latinos de cualquier raza.